# Rhynchostegium savatieri
Rhynchostegium savatieri là một loài Rêu trong họ Brachytheciaceae. Loài này được Paris miêu tả khoa học đầu tiên năm 1898.